# マッティナータ
マッティナータ（イタリア語: Mattinata）は、イタリア共和国プッリャ州フォッジャ県にある、人口約6,200人の基礎自治体（コムーネ）。

## 地理

### 位置・広がり

#### 隣接コムーネ
隣接するコムーネは以下の通り。
- モンテ・サンタンジェロ
- ヴィエステ